# Université de la Mode
L’université de la Mode filière de université Lumière-Lyon-II, rattachée à l'Institut de la communication (ICOM), dispense des formations professionnalisantes orientées vers les secteurs de la Mode. Ces diplômes s'attachent à donner les moyens d'une connaissance et d’une réflexion sur les faits de mode et de création – sans se limiter à la mode vestimentaire – pour mieux les comprendre, les évaluer et les gérer. 
L'université de la Mode est aussi un lieu de recherches. Elle organise des colloques scientifiques et ses  enseignants participent à des rencontres, tables rondes universitaires, etc. Ils ont à leur actif un certain nombre de publications. L'université de la Mode contribue au rayonnement de Lyon et de la région Rhône-Alpes dans les domaines de la mode et de la création. Elle est très impliquée dans tous les évènements et manifestations de ces secteurs.

## Historique
L'initiative de créer un cursus mode est né en 1988, par la création d’un séminaire interdisciplinaire « maîtrise étude de la mode », accessible aux étudiants en maîtrise de l’université Lumière-Lyon-II et conçu pour développer des relations avec l’université de Fortaleza (Brésil).  

## Diplômes délivrés
Ces diplômes s'attachent à donner les moyens d'une connaissance et d’une réflexion sur les faits de mode et de création – sans se limiter à la mode vestimentaire – pour mieux les comprendre, les évaluer et les gérer.
- Le master (en 2 ans) mention mode parcours mode et communication (Bac+5) - Les cours sont dispensés dans les locaux de l'université Lumière-Lyon-II à Lyon.
- La licence professionnelle métiers de la mode (Bac+3), parcours styliste-coloriste-infographiste / Styliste E-mode / modéliste industriel. Les cours sont dispensés au centre de formation CREATECH à Roanne.
- La Fashion Summer Session, un programme d'été organisé par l’université de la Mode, filière de l'université Lumière-Lyon-II et Modalyon, association pour le développement de l’université de la mode. Trois semaines de cours en été, qui s’articulent autour de trois axes : la théorie par des modules universitaires, des visites d'entreprises et des visites culturelles.

Ces diplômes conduisent à des postes de cadres dans tous les secteurs de la mode, principalement le textile-habillement, mais aussi les accessoires, la cosmétique, la bijouterie, le design, etc. orientés vers la création, la gestion, le marketing ou la communication. Ces formations bénéficient de nombreux soutiens professionnels.